# Popovce
Pour le village kosovar, voir Popovce (Leposavić).
Popovce (en serbe cyrillique : Поповце) est un village de Serbie situé dans la municipalité de Lebane, district de Jablanica. Au recensement de 2011, il comptait 297 habitants.

## Démographie
| 1948 | 1953 | 1961 | 1971 | 1981 | 1991 | 2002 | 2011 |
| ---- | ---- | ---- | ---- | ---- | ---- | ---- | ---- |
| 621  | 693  | 633  | 542  | 498  | 472  | 379  | 297  |

|  |